# Helius (Helius) brevioricornis
Helius (Helius) brevioricornis is een tweevleugelige uit de familie steltmuggen (Limoniidae). De soort komt voor in het Palearctisch gebied.